# Rio Hârţa
O Rio Hârţa é um rio da Romênia, afluente do Rio Govora, localizado no distrito de Vâlcea.